# MAX IV

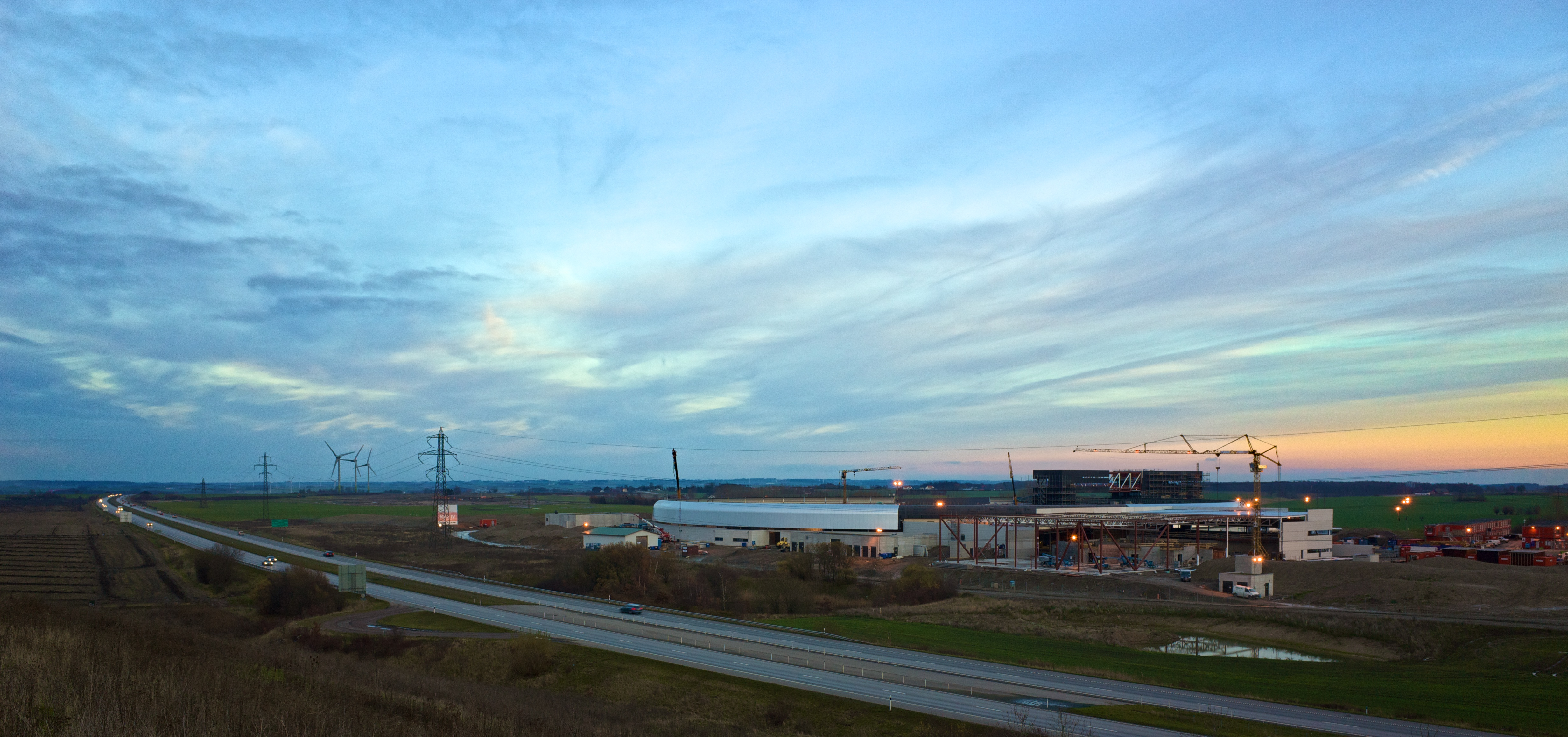
Здание MAX IV на стадии строительства.

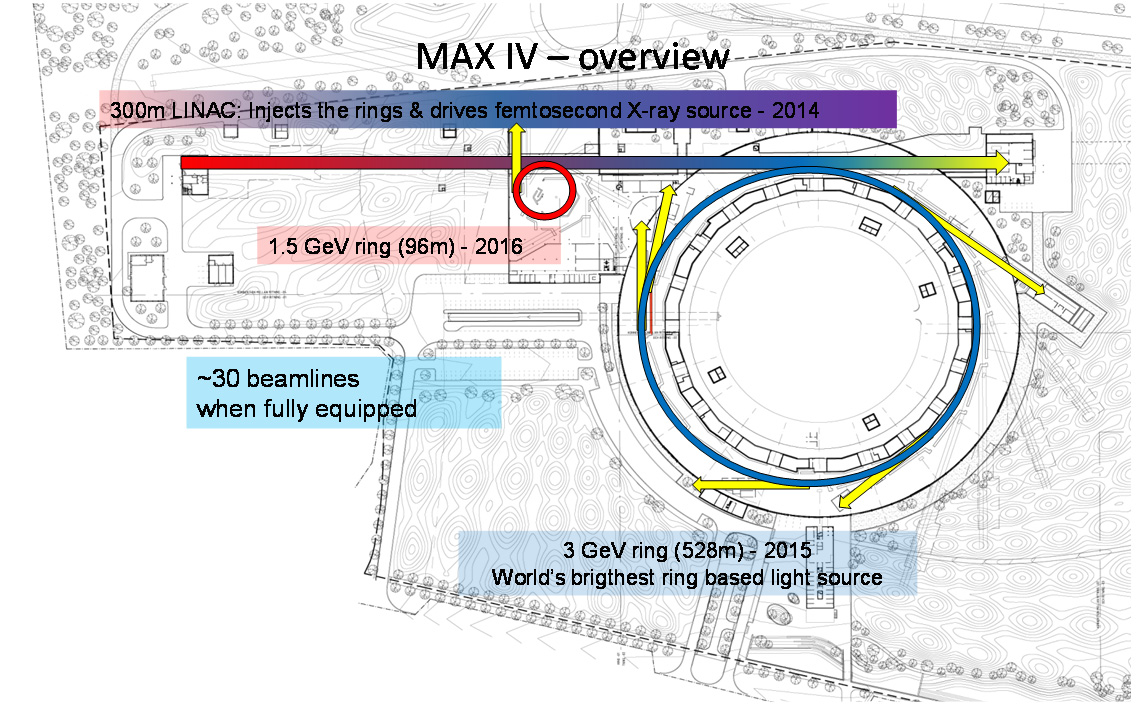
Схема ускорительного комплекса.

MAX IV — ускорительный комплекс, источник синхротронного излучения в Швеции вблизи города Лунд. Первый из источников 4-го поколения, с эмиттансом менее 1 нм*рад.

## История
В 1962 году в университете Лунда был построен ускоритель электронов, синхротрон LUSY (Lund University Synchrotron) на энергию до 1.2 ГэВ. Синхротрон использовался для экспериментов на выведенном пучке в области ядерной физики и физики частиц. Одновременно, на нём сформировалась команда специалистов в физике ускорителей.
В 1970-х годах стал развиваться проект новой установки для нужд ядерной физики, 100 МэВ разрезной микротрон. В дальнейшем, по мере сворачивания экспериментальной программы ядерной физики, интерес разворачивался в сторону синхротронного излучения, образована лаборатория MAX-lab, наименование которой происходит от слов Microtron, Accelerator, X-rays. LUSY был остановлен, его зал занят новым 550 МэВ синхротроном с периметром 32 м, специализированным для пользователей СИ, а микротрон стал служить инжектором в накопитель. Торжественное открытие источника MAX I состоялось в 1987 году.
В 1992 году началось строительство нового кольца MAX II периметром 96 м, на энергию 1.5 ГэВ, что потребовало сооружения нового отдельного здания по соседству, поскольку инжекция велась из MAX I. Открытие нового синхротрона MAX II состоялось 15 сентября 1995 года в присутствии короля Швеции Карла XVI Густава.
В 2007 году было запущено небольшое 36 м кольцо MAX III на энергию 700 МэВ, чтобы разгрузить очередь пользователей основного синхротрона MAX II, а также для отработки ряда технологий, предложенных для будущего проекта MAX IV.
В 2009 году одобрено финансирование MAX IV, в 2010 году открыта новая площадка под строительство, в 2011 году начало стройки, и в 2015 году стройка завершена. 21 июня 2016 года состоялось торжественное открытие премьер-министром Швеции в присутствии короля и 500 гостей.

## Описание
Ускорительный комплекс состоит из линейного ускорителя и двух синхротронов, на энергию 1.5 и 3 ГэВ. Линак длиной около 300 м состоит из 39 ускоряющих секций S-диапазона, с питанием от клистронов и имеет максимальную энергию 3.7 ГэВ. Он является инжектором на полную энергию для обоих синхротронов, а также обслуживает экспериментальные установки с короткими сгустками. Для этого он оборудован двумя пушками: термоэлектронной и ВЧ-фотопушкой.
1.5 ГэВ синхротрон имеет компактную DBA-структуру, и в целом основан на дизайне синхротрона MAX II. Имеет периметр 96 м, 12 ахроматов, 10 из которых зарезервированы под установку вставных излучающих устройств. Горизонтальный эмиттанс 6 нм. Копией этого накопителя является источник СИ SOLARIS, построенный одновременно в польском Кракове.
Главный синхротрон на энергию 3 ГэВ с периметром 528 м использует новаторскую фокусирующую структуру 7BA. Также использованы сборки магнитных элементов, выточенных из единого магнитопровода, и вакуумная система, основанная на вакуумной камере, полностью покрытой нераспыляемым геттером (NEG), что в совокупности позволяет делать чрезвычайно компактную структуру и получить ультра-малый эмиттанс.

## Пользовательские станции
В разной степени готовности имеется 17 экспериментальных станций.